# روشن مانیکا
روشن مانیکا (به انگلیسی: Roshan Manika) یک روستا در پاکستان است که در پنجاب واقع شده‌است.